# Unione Sportiva Catanzaro 1969-1970
Questa pagina raccoglie le informazioni riguardanti l'Unione Sportiva Catanzaro nelle competizioni ufficiali della stagione 1969-1970.

## Rosa
| N. |                   | Ruolo | Calciatore            |
| -- | ----------------- | ----- | --------------------- |
|    | Italia (bandiera) | C     | Luciano Aristei       |
|    | Italia (bandiera) | C     | Adriano Banelli       |
|    | Italia (bandiera) | C     | Albino Barbuto        |
|    | Italia (bandiera) | D     | Michele Benedetto     |
|    | Italia (bandiera) | D     | Gianfranco Bertoletti |
|    | Italia (bandiera) | C     | Arturo Bertuccioli    |
|    | Italia (bandiera) | C     | Paolo Braca           |
|    | Italia (bandiera) | C     | Pierluigi Busatta     |
|    | Italia (bandiera) | A     | Roberto Della Pietra  |
|    | Italia (bandiera) | C     | Roberto Franzon       |

| N. |                   | Ruolo | Calciatore      |
| -- | ----------------- | ----- | --------------- |
|    | Italia (bandiera) | A     | Giorgio Girol   |
|    | Italia (bandiera) | A     | Maurizio Gori   |
|    | Italia (bandiera) | D     | Franco Marini   |
|    | Italia (bandiera) | P     | Giuseppe Maschi |
|    | Italia (bandiera) | D     | Arturo Massari  |
|    | Italia (bandiera) | A     | Mario Musiello  |
|    | Italia (bandiera) | P     | Flavio Pozzani  |
|    | Italia (bandiera) | C     | Luciano Rigato  |
|    | Italia (bandiera) | D     | Fausto Silipo   |

## Risultati

### Serie B

#### Girone di andata
| 14 settembre 1969 1ª giornata | Catanzaro | 0 – 1 | Piacenza |  |

| 21 settembre 1969 2ª giornata | Catanzaro | 1 – 0 | Cesena |  |

| 28 settembre 1969 3ª giornata | Catania | 2 – 2 | Catanzaro |  |

| 5 ottobre 1969 4ª giornata | Foggia | 1 – 0 | Catanzaro |  |

| 12 ottobre 1969 5ª giornata | Catanzaro | 0 – 0 | Taranto |  |

| 19 ottobre 1969 6ª giornata | Como | 2 – 1 | Catanzaro |  |

| 26 ottobre 1969 7ª giornata | Livorno | 1 – 1 | Catanzaro |  |

| 2 novembre 1969 8ª giornata | Catanzaro | 0 – 1 | Modena |  |

| 16 novembre 1969 9ª giornata | Catanzaro | 1 – 0 | Atalanta |  |

| 23 novembre 1969 10ª giornata | Mantova | 4 – 0 | Catanzaro |  |

| 30 novembre 1969 11ª giornata | Ternana | 0 – 1 | Catanzaro |  |

| 7 dicembre 1969 12ª giornata | Catanzaro | 0 – 0 | Monza |  |

| 14 dicembre 1969 13ª giornata | Catanzaro | 0 – 0 | Genoa |  |

| 21 dicembre 1969 14ª giornata | Arezzo | 1 – 1 | Catanzaro |  |

| 28 dicembre 1969 15ª giornata | Perugia | 0 – 0 | Catanzaro |  |

| 4 gennaio 1970 16ª giornata | Catanzaro | 0 – 0 | Pisa |  |

| 11 gennaio 1970 17ª giornata | Varese | 0 – 0 | Catanzaro |  |

| 18 gennaio 1970 18ª giornata | Catanzaro | 2 – 0 | Reggina |  |

| 25 gennaio 1970 19ª giornata | Reggiana | 1 – 1 | Catanzaro |  |

#### Girone di ritorno
| 1º febbraio 1970 20ª giornata | Piacenza | 1 – 0 | Catanzaro |  |

| 8 febbraio 1970 21ª giornata | Cesena | 2 – 0 | Catanzaro |  |

| 15 febbraio 1970 22ª giornata | Catanzaro | 1 – 1 | Catania |  |

| 22 febbraio 1970 23ª giornata | Catanzaro | 2 – 1 | Foggia |  |

| 1º marzo 1970 24ª giornata | Taranto | 1 – 0 | Catanzaro |  |

| 8 marzo 1970 25ª giornata | Catanzaro | 2 – 0 | Como |  |

| 15 marzo 1970 26ª giornata | Catanzaro | 0 – 2 | Livorno |  |

| 22 marzo 1970 27ª giornata | Modena | 1 – 0 | Catanzaro |  |

| 5 aprile 1970 28ª giornata | Atalanta | 2 – 0 | Catanzaro |  |

| 12 aprile 1970 29ª giornata | Catanzaro | 0 – 0 | Mantova |  |

| 19 aprile 1970 30ª giornata | Catanzaro | 4 – 0 | Ternana |  |

| 26 aprile 1970 31ª giornata | Monza | 1 – 1 | Catanzaro |  |

| 3 maggio 1970 32ª giornata | Genoa | 2 – 0 | Catanzaro |  |

| 10 maggio 1970 33ª giornata | Catanzaro | 1 – 1 | Arezzo |  |

| 17 maggio 1970 34ª giornata | Catanzaro | 0 – 0 | Perugia |  |

| 24 maggio 1970 35ª giornata | Pisa | 0 – 0 | Catanzaro |  |

| 31 maggio 1970 36ª giornata | Catanzaro | 1 – 1 | Varese |  |

| 7 giugno 1970 37ª giornata | Reggina | 0 – 0 | Catanzaro |  |

| 14 giugno 1970 38ª giornata | Catanzaro | 0 – 0 | Reggiana |  |

## Statistiche

### Statistiche di squadra
| Competizione | Punti | In casa | In casa | In casa | In casa | In casa | In casa | In trasferta | In trasferta | In trasferta | In trasferta | In trasferta | In trasferta | Totale | Totale | Totale | Totale | Totale | Totale | DR |
| Competizione | Punti | G       | V       | N       | P       | Gf      | Gs      | G            | V            | N            | P            | Gf           | Gs           | G      | V      | N      | P      | Gf     | Gs     | DR |
| ------------ | ----- | ------- | ------- | ------- | ------- | ------- | ------- | ------------ | ------------ | ------------ | ------------ | ------------ | ------------ | ------ | ------ | ------ | ------ | ------ | ------ | -- |
| Serie B      | 33    | 19      | 6       | 10      | 3       | 15      | 8       | 19           | 1            | 9            | 9            | 8            | 22           | 38     | 7      | 19     | 12     | 23     | 30     | -7 |
| Coppa Italia | 3     | 2       | 1       | 0       | 1       | 1       | 1       | 1            | 0            | 1            | 0            | 1            | 1            | 3      | 1      | 1      | 1      | 2      | 2      | 0  |
| Totale       |       | 21      | 7       | 10      | 4       | 16      | 9       | 20           | 1            | 10           | 9            | 9            | 23           | 41     | 8      | 20     | 13     | 25     | 32     | -7 |

### Statistiche dei giocatori
| Giocatore       | Serie B  | Serie B | Coppa Italia | Coppa Italia | Totale   | Totale |
| Giocatore       | Presenze | Reti    | Presenze     | Reti         | Presenze | Reti   |
| --------------- | -------- | ------- | ------------ | ------------ | -------- | ------ |
| L. Aristei      | 32       | 4       | 3            | 1            | 35       | 5      |
| A. Banelli      | 27       | 1       | 3            | 0            | 30       | 1      |
| A. Barbuto      | 4        | 0       | -            | -            | 4        | 0      |
| M. Benedetto    | 37       | 0       | 3            | 0            | 40       | 0      |
| G. Bertoletti   | 34       | 0       | 3            | 0            | 37       | 0      |
| A. Bertuccioli  | 34       | 1       | 1            | 0            | 35       | 1      |
| P. Braca        | 2        | 0       | -            | -            | 2        | 0      |
| P. Busatta      | 31       | 3       | 1            | 0            | 32       | 3      |
| R. Della Pietra | 6        | 0       | 3            | 0            | 9        | 0      |
| R. Franzon      | 32       | 1       | 3            | 1            | 35       | 2      |
| G. Girol        | 16       | 1       | 2            | 0            | 18       | 1      |
| M. Gori         | 26       | 1       | -            | -            | 26       | 1      |
| F. Marini       | 32       | 1       | 3            | 0            | 35       | 1      |
| G. Maschi       | 25       | -21     | 3            | -2           | 28       | -23    |
| A. Massari      | 33       | 1       | 2            | 0            | 35       | 1      |
| M. Musiello     | 35       | 7       | 3            | 0            | 38       | 7      |
| F. Pozzani      | 13       | -9      | -            | -            | 13       | -9     |
| L. Rigato       | 17       | 1       | 2            | 0            | 19       | 1      |
| F. Silipo       | 5        | 0       | 1            | 0            | 6        | 0      |